# Léon Desclozeaux
Pour les articles homonymes, voir Desclozeaux.
Bernard Desclozeaux, dit Léon Desclozeaux, est né le 3 mars 1951 à Paris. Il a suivi les cours de Tania Balachova avec Niels Arestrup, Zouc, Josiane Balasko et a effectué à la Sorbonne le master recherche Études cinématographiques et audiovisuelles et la licence d’études théâtrales de la Sorbonne avant d'être reçu à l'IDHEC (27e promotion).
Il a travaillé comme assistant monteur de Frédéric Rossif et comme monteur sur le dernier film de Orson Welles The Other Side of the Wind en 1974 et aussi sur de nombreux films publicitaires réalisés par Jean-Jacques Annaud, Jacques Monnet, Pierre Grimblat, etc.
Puis il est devenu réalisateur de longs métrages, courts métrages et documentaires. Il a réalisé trois longs métrages de fiction pour le cinéma. Son activité de réalisateur ne peut être dissociée de son activité de producteur au sein de Zeaux Productions.
Puis Léon Desclozeaux a été associé dans la société Les Films du Cargo, avec laquelle il a développé plusieurs projets de longs métrages.
Cargo, les hommes perdus, son dernier long métrage, est sorti en 2010.
Léon Desclozeaux est membre de L'ARP et de Académie des arts et techniques du cinéma. Il est aussi le Parrain du Festival Européen du Film Indépendant (ECU).

## Filmographie partielle Auteur - Réalisateur - Producteur

### Longs métrages
- 1982 : Mora écrit en collaboration avec  Michael Lonsdale et interprété par Philippe Léotard, Ariel Besse,Stefania Casini, Patrick Bouchitey, Bob Rafelson, Pamela Prati et Aldo Lado. Ce film a reçu le prix « Trofeo d'Argento » au festival de Salernes.
- 1999 : Chittagong, dernière escale[3] (Chittagong, last stop over), tourné au Bangladesh, long métrage, 35 mm.   Interprété par Julien Maurel, Suchona, Bishwajit Sen Gupta, Billal Mia, Mujibur Rahman, Daniel Briquet, Shishir Bhattacharja, Nazma Anwar, A.K. Qureshi, Philippe Taillandier, Capt. Shafi Chowdhury , Jamilur Rahman, Ashok Barua, Salah Ahmed, Dr. Md. Harunor Rashid.
- Mention spéciale du jury au Festival international du film de Mannheim-Heidelberg, Award of the Best Director Festival international du film de Newport 2000, Jade Elephant Award Bangkok Film Festival 2000
- 2010 : Cargo, les hommes perdus, tourné en mer de Chine au large de la Thaïlande. Interprété par Aurélien Recoing, David Lahaye,Alain Moussay,  Morgan Marrine, Abel Jafri,, Miss Sukunia, Alexandre Medvedev, Philippe Crubezy, Jean Christophe Folly.
- Ce film, dont le scénario a reçu les prix Équinoxe et MEDIA, a concouru pour le César du meilleur scénario en 2011.

### Courts métrages
- 1975 : Phares et balises
- 1978 : Rémanence
- 1979 : Acte manqué, court métrage de 14 minutes. Avec Michael Lonsdale, Daniel Isoppo[4],[5], Jean Marie Lehec[6], Marucha Bo[7],[8].
- 1985 : Tokyo détective Sélection au Festival de Cognac.
- 2006 : Casseur de bateaux. Sélection officielle au Festival du court-métrage de Clermont-Ferrand.

### Documentaires
- 2006 : Il était une fois un commissariat
- 2005 : Le 17, Hôtel de police
- 2002 : 14/18 les derniers témoins (auteur)
- 2002 : Les objets de la grande guerre (auteur)
- 2002 : Flic à Pékin
- 2000 : Au fond des océans
- 2000 : Mille enfants vers l'an 2000
- 1996 : Le Tour de la planète drogue
- 1996 : Laurent Terzieff, l'homme secret
- Contre l'oubli, pour l'espoir, 20 portraits de militants des droits de l’homme, en partenariat avec Arte et la FIDH
- 1996 : Ravensbrück, mémoire de femmes avec la participation de Geneviève de Gaulle-Anthonioz, Germaine Tillion, Jacqueline Pery d'Alincourt.
- Portrait robot : Brigade des mineurs
- 1995 : Flics à la Courneuve.
- 1994 : De Lumière à El Cordobes : une histoire de la tauromachie. Sélection FIPA 1995. 1994
- 1994 : Le Silence et la peur[9], version anglaise : "Silence and Fear[10] un film sur Aung San Suu Kyi, sélectionné au festival de la LICRA en 1994 et au festival international du film d'histoire de Pessac en 1995.
- 1992 : Les anti-héros : Brigade des stups. Festival Europa

### Films publicitaires
Pour Procter & Gamble, Nestlé, etc.

### Clips
- 1986 : Réalisateur de films sur Takeo Kikuchi (ja), couturier japonais.
- 1989 : Producteur du clip Excalibur de William Sheller, réalisé par Philippe Druillet.
- 1989 : Réalisateur et producteur du clip Salammbô de Julie Pietri.

## Filmographie partielle. Producteur délégué de fictions pour la télévision
- Cité des Alouettes, fiction de 90 min, réalisée par Luc Béraud avec Philippe Clay et Bernard Le Coq, Coproduction Zeaux Productions /ARTE/France2.
- Après l’amour, fiction de 90 min avec Fred Personne. Coproduction Zeaux Productions / ARTE.
- Mémoires d’un chien de prairie, Film pour enfants de 52 minutes tourné en Argentine. Coproduction Internationale : France 3/ Zeaux Productions / Canal J / ASEL / Production Argentina / Les Films d'ici. Kinderfilm festival (de)
- Le Nord fantastique, série de fiction de 8 × 26 min. Coproduction France 3 / Zeaux Productions / le CRAV.

## Filmographie partielle - Producteur délégué de documentaires pour la télévision
- Donka, radioscopie d’un hôpital africain, réalisé par Thierry Michel, coproduction internationale : Films de la Passerelle / Canal + / Zeaux Productions / RTBF
- Prix Sunny Side Meilleur Producteur Européen Media Promotion,Golden Spire Winner – Golden Gate Awards Competition - Prix IDA Award, Los Angeles Los Angeles festival of international documentary.Festival international du film de San Francisco.
- Pétroliers de la honte, réalisé par Patrick Benquet, coproduction France 3/ Zeaux Productions. Prix de SAS Rainier III au Festival International de Monte Carlo 1995,
- Sélectionné au 13e RIENA (Festival international du film d'environnement de Paris) 1994 et au Festival international du scoop et du journalisme d'Angers 1994.
- Sale temps sur la planète, 2 films de 52 minutes : Auteurs : Patrick Benquet, Philippe Dutilleul, 1/ les réfugiés du climat 2/ la foire aux climats- coproduction Zeaux Productions / France 2
- Grand prix de l'environnement aux premières Rencontres Thématiques, Audiovisuelles Européennes de Narbonne 1999, Prix du festival du film environnemental de Saint-Pétersbourg 2001.
- Au fond des océans, Collection documentaire de 7 × 52 minutes, Tournage à Papeete – France – Açores – USA. Coproduction Internationale : National Geographic USA / Zeaux Productions / Planète Câble / France 3.
- Les avions français, collection documentaire de 9 × 52 minutes, Coproduction internationale :Zeaux Productions / Planète Cable / Network Group USA / Discovery Channel.
- Le tour de la planète drogue, collection documentaire de 10 × 13 minutes, Tournage en France / Hollande / Pakistan / Russie / Thaïlande / Turquie / Bolivie / etc. Coproduction internationale : Zeaux Productions / La Cinquième / France 3 Ile de France / O.G.D. / Byzance Film / CRRAV / Renn Productions / Triangle Productions.